# Протесты в Армении (2020—2021)
Протесты против Никола Пашиняна (2020—2021) (арм. Բողոքի ցույցեր ընդդեմ Նիկոլ Փաշինյանի) — массовые акции гражданского неповиновения и протесты разных гражданских групп и родственников погибших и пропавших военнослужащих во Второй карабахской войне в городе Ереван, столице Армении и в других городах страны, начавшиеся после подписания соглашения о прекращении огня в Нагорном Карабахе 10 ноября 2020 года. После того, как на своей странице Facebook премьер-министр Никол Пашинян объявил, что он подписал документ о прекращении длящихся шесть недель боевых действий с Азербайджаном из-за Нагорно-Карабахского региона с условием возвращения пояса безопасности Нагорного Карабаха Азербайджану тысячи людей вышли на акции протеста, которые переросли в штурм здания правительства и парламента в Ереване. Протесты продолжались в течение нескольких месяцев в Ереване и в других городах Армении с требованием отставки Никола Пашиняна.
К отставке премьер-министра Пашиняна призвали также действующий президент Армении Армен Саркисян, бывшие президенты Левон Тер-Петросян, Роберт Кочарян, Серж Саркисян, Эдмон Марукян (лидер партии «Просвещенная Армения» с третьей по численности фракцией в парламенте), Генеральный штаб ВС Армении, католикосы Армянской Апостольской церкви Гарегин II и Арам I, президиум Академии Наук Армении, более 500 адвокатов, а также ряд других партий не участвующих в коалиции 17-и, несколько региональных губернаторов и мэров, многочисленные общественные деятели.
Протесты возглавили две разные политические коалиции: Движение по спасению Родины, пророссийский альянс, состоящий из нескольких оппозиционных партий и Национально-демократический полюс, прозападный и проевропейский альянс, состоящий из нескольких политических фигур.
Бывшая правящая Республиканская партия, крупнейшая оппозиционная партия в парламенте Процветающая Армения, Армянская революционная федерация (АРФ) «Дашнакцутюн» и ещё 17 партий присоединились к Движению по спасению Родины.
3 декабря 2020 года Движение по спасению родины объявило бывшего премьер-министра Вазгена Манукяна своим кандидатом на пост главы временного правительства сроком на один год. А национал-демократический полюс возглавляется Всеармянской партией «Сасна црер» и Европейской партией Армении также предлагает себе возглавить временное правительство сроком на один год.
В начале декабря был снят запрет на массовые собрания и забастовки, предусмотренный введённым в сентябре военным положением. 22 декабря была объявлена всеобщая забастовка, которая оживила протесты.
25 февраля 2021 года начальник Генерального штаба вооружённых сил Армении Оник Гаспарян и более 40 других высокопоставленных военных выступили с заявлением, в котором содержится призыв к отставке правительства и премьер-министра. Пашинян назвал это заявление попыткой военного переворота, уволил Оника Гаспаряна и заявил 10 марта, что приказ о его увольнении вступил в силу несмотря на отсутствие подписи президента. При этом президент Армении обратился в Конституционный суд по вопросу о конституционности закона позволяющего премьер-министру увольнять начальника Генштаба.
18 марта 2021 года премьер-министр Никол Пашинян объявил о проведении досрочных парламентских выборов, которые состоятся 20 июня 2021 года. Пашинян подтвердил, что уйдёт в отставку с поста премьер-министра в апреле 2021 года, но продолжит исполнять обязанности премьер-министра до проведения внеочередных выборов.
20 июня 2021 года на досрочных парламентских выборах победу одержала партия «Гражданский договор» и Никол Пашинян переизбрался премьер-министром Армении.
25 апреля 2022 года массовые акции протеста и гражданского неповиновения, направленные против действующей власти в Армении и требующие отставки Пашиняна возобновились.

## Ход событий

### Предыстория
В ходе вооружённого конфликта в Нагорном Карабахе, начавшегося 27 сентября 2020 года, Азербайджан занял ряд населённых пунктов, захваченных армянскими войсками во время Первой карабахской войны, в том числе и стратегически важный город Шуша. 9 ноября власти Республики Армении, Азербайджанской Республики и Российской Федерации подписали заявление о прекращении огня в Нагорном Карабахе. По этому заявлению стороны остались на занятых позициях, в зону конфликта были введены российские миротворцы. Армения вернула Азербайджану Кельбаджарский, Агдамский и Лачинский районы. Премьер-министр Армении Никол Пашинян в своём сообщении в Facebook сказал, что принял решение о подписании этого «болезненного» документа в результате «глубокого анализа военного положения и оценки людей, лучшим образом владеющих ситуацией».
По мнению СМИ, многие люди стали жертвами армянской военной пропаганды, со стороны высокопоставленных военных и чиновников, которая до последнего дня твердила, что «дела на фронте не так уж плохи», что «враг несёт большие потери» и что «армянская армия способна выстоять и победить».

### 2020 год

#### 10 ноября
После заявления по прекращению боевых действий в Нагорном Карабахе несколько сотен разъярённых людей ворвались в здание правительства Армении в центре Еревана. Они выломали двери и начали бить внутри стёкла. Протестующие начали громить двери, окна и сорвали табличку с кабинета премьера Никола Пашиняна.
Немногочисленные присутствующие полицейские мало что сделали для предотвращения беспорядков, и люди бродили по коридорам правительственного здания, где были открыты двери и разбросано содержимое офисов.
Вечером группа протестующих в Ереване направилась от здания правительства к зданию парламента Армении, требуя от властей отказаться от договоренностей по Карабаху. Они захватили здание парламента, сломав металлическую дверь. Протестующие заняли места президиума и требовали, чтобы к ним пришёл премьер-министр страны Никол Пашинян.
Позже вечером протестующие вытащили председателя Национального собрания Армении Арарата Мирзояна из машины, требуя сообщить местонахождение Пашиняна. Мирзоян был избит толпой, а затем доставлен в больницу, где ему сделали операцию и, как сообщалось, он был в хорошем состоянии.

#### 11 ноября
Около 04:00 группа примерно из 40 человек попыталась ворваться в ереванский офис «Азатутюн», армянской службы Радио Свободная Европа / Радио Свобода. Исполнительный продюсер Артак Амбарцумян сказал, что группа сначала кричала в офисах «Азатутюн», называя своих сотрудников «турками» и предателями, и требовала, чтобы журналисты покинули страну. Злоумышленники также били ногами и кулаками дверь офиса, безуспешно пытаясь ворваться и «захватить сервер Азатутюна».
Также протестующие разгромили офис Фонда Сороса «Открытое общество» в центре Еревана. В тот же день шесть человек были задержаны по подозрению в организации массовых беспорядков, публичных призывах к захвату власти и свержению конституционного строя, сообщил руководитель аппарата премьер-министра Армении Эдуард Агаджанян.
На площади Свободы в Ереване, где сторонники оппозиции проводят митинг, произошли стычки между участниками митинга и силовиками. Три сотрудника правоохранительных органов пострадали.
Был задержан лидер оппозиционной партии «Процветающая Армения» Гагик Царукян. Оппозиция заявила о создании «Комитета национального спасения».
Служба национальной безопасности Армении арестовала пресс-секретаря Республиканской партии Эдуарда Шармазанова, бывшего заместителя председателя национального собрания.

#### 12 ноября
12 ноября новая акция протеста стартовала у хранилища древних рукописей и у театра оперы. Собравшиеся представляли оппозиционные партии и требовали отставки премьер-министра. Акция проходила относительно спокойно. Митингующих было меньше чем в предыдущие дни. Наблюдалось большое количество представителей правоохранительных органов. Протестующие организовали шествие по городу. Было задержано более 60-и человек. Были также задержаны бывший министр экономики Арцвик Минасян от партии «Дашнакцутюн», Арсен Бабаян от партии «Родина», Ара Акопян от партии «Национальная повестка». Ранее задержанный председатель партии «Процветающая Армения» Гагик Царукян был освобождён.

#### 13 ноября
13 ноября протесты продолжились. Вновь было организовано шествие. К протестующим присоединились лица в униформе, утверждающие, что вернулись с фронта.

#### 14 ноября
Новостные сайты опубликовали новость о найденном теле Гарника Петросяна — активиста, ворвавшегося в зал заседания парламента во время протестов.
Арестован бывший директор Службы национальной безопасности Армении Артур Ванецян по подозрению в подготовке убийства премьер-министра Никола Пашиняна.

#### 15 ноября
В Ереване проходили митинги в поддержку командира добровольческого отряда «Сисакан» Ашота Минасяна, обвиняемого в подготовке организации убийства премьер-министра Армении.

#### 16 ноября
17 оппозиционных партий организовали на площади Свободы в Ереване митинг с требованием отставки Пашиняна и всего правительства страны. МИД Армении Зограб Мнацаканян подал в отставку. В тот же день президент страны Армен Саркисян уволил Гургена Даллакяна с поста командующего войсками полиции.

#### 17 ноября
Член оппозиционной партии Армении «Процветающая Армения» Наира Зограбян призвала депутатов Национального собрания Армении отправить премьер-министра страны Никола Пашиняна в отставку, а также отменить военное положение в государстве.

#### 18 ноября
Бывший начальник генерального штаба вооружённых сил Республики Армения, главный военный инспектор Мовсес Акопян ушёл с занимаемой должности по собственному желанию. Акопян сделал несколько заявлений о неправильном механизме мобилизации, о покупке ненужной техники и истребителей, о неправильном распределении войск, о сокращениях в армии, об огромном количестве дезертиров, после чего подвергся допросу со стороны специальной следственной службы.
Возле здания Национального собрания Армении вспыхнули протесты с требованием отставки Пашиняна. Парламентская оппозиция бойкотировала сессию Национального собрания.

#### 19 ноября
В Ереване протестующие начали перекрывать дороги мешая продвижению автомобилей и требуя отставки премьер министра, позднее часть протестующих была задержана полицией.

#### 20 ноября
На фоне протестов Давид Тоноян подал в отставку от должности министра обороны Армении. Также посол по особым поручениям Карен Мирзоян был освобождён от занимаемой должности. Представители партий «Дашнакцутюн», «Отечество», Республиканская партия Армении и «Процветающая Армения» продолжили акции и шествия, требуя отставки премьер министра, были задержаны свыше 80 человек, в том числе и председатель молодёжного крыла Республиканской партии Армении Айк Мамиджанян, против некоторых из них было выдвинуто обвинение в организации массовых беспорядков. Пресс-секретарь министерства обороны Армении Шушан Степанян сообщила о своём уходе с должности.

#### 26 ноября
В Иджеване вспыхнули протесты с требованием отставки Никола Пашиняна

#### 3 декабря
В Ереване вновь вспыхнули протесты. Их требованиями были новые парламентские выборы, новое правительство, а также отделение Нагорного Карабаха от Азербайджана.
Единым кандидатом от оппозиции на пост премьер-министра вместо Никола Пашиняна стал бывший премьер-министр и министр обороны Армении Вазген Манукян.

#### 5 декабря
В Ереване, на площади Свободы прошёл митинг оппозиции с требованием отставки премьер-министра Армении Никола Пашиняна. Несколько тысяч протестующих направились шествием к летней резиденции премьер-министра Армении с плакатами «Армения без Никола», «Никол — предатель».

#### 6 декабря
Первый президент Армении Левон Тер-Петросян, комментируя митинг 5 декабря, заявил, что режим Пашиняна должен немедленно уйти, и выразил обеспокоенность тем, что, по его мнению, власти не желают уходить и выражают готовность прибегать к насилию.

#### 7-8 декабря
Глава Армянской апостольской церкви Католикос всех армян Гарегин II призвал премьер-министра Армении Никола Пашиняна уйти в отставку.
Протест распространился на пригороды Еревана, Араратскую и Ширакскую области, где митингующие парализовали работу местных областных администраций, не позволяя сотрудникам войти в здания. В городе Арарат произошло столкновение между сторонниками и противниками Пашиняна.
Были задержаны более тридцати участников акции протеста. В Ереване 8 декабря в полицейские отделения доставлены 90 человек задержанных, в том числе оппозиционный политик Гегама Манукян, выдвигавшийся на пост премьер-министра от партии «Дашнакцутюн». Против него возбуждено уголовное дело по статье «Организация и проведение собрания с нарушением установленного законом порядка».
В 12:00 истёк срок ультиматума оппозиции Пашиняну с требованием об отставке. Он в отставку не ушёл.

#### 9 декабря
9 декабря около 15 тысяч человек протестовали в Ереване перед зданием парламента Армении, а премьер-министр Пашинян выступил перед парламентом. Пашинян заявил, что уйдёт в отставку только в том случае, если этого потребуют люди, и что требования оппозиции и других групп не следует путать с требованиями народа.

#### 10 декабря
У здания Правительства прошла акция с требованием отставки премьер-министра Армении.
Требующие отставки премьер-министра Армении Никола Пашиняна граждане перекрыли дорогу, ведущую к проспекту Тиграна Меца. Участники акции потребовали встречи с Пашиняном. Они заявили, что пришли с передовой и требуют от премьер-министра объяснений, почему он сдал территории Карабаха.

#### 11 декабря
Во время акции протеста, согласно пресс-службе Полиции республики, с требованием об отставки премьер-министра Армении Никола Пашиняна были подвергнуты приводу 37 человек.
Перекрывших трассу Ереван — Севан протестующих подвергли приводу в полицию.
На площади Франции в Ереване лидер партии «Родина» Артур Ванецян заявил, Никол Пашинян пытается ослабить нашу борьбу, но у него этого не получится сделать, потому что мы непоколебимы и обязательно победим.

#### 12 декабря
Министерство обороны Армении сообщило, что Азербайджан возобновил наступательные действия на юге Карабаха в направлении сёл Хин Таглар и Хцаберд. В Минобороны России подтвердили, что режим прекращения огня впервые нарушен в Нагорном Карабахе с момента завершения боевых действий и начала миротворческой операции 10 ноября. Ведутся бои за другие населённые пункты. Председатель партии «Возрождение» Республики Арцах Айк Ханумян заявил, что с армянской стороны уже есть шестеро раненных. После этого Минобороны Армении сообщило, что в результате боёв, продлившихся несколько часов, противнику удалось проникнуть в село Хин Таглар, а также вплотную приблизиться к селу Хцаберд.
Никол Пашинян сосредоточил автобусы с полицейскими у своей резиденции. Вдоль всей улицы припаркованы автомобили полиции и СНБ.

#### 14 декабря
Движение по спасению Родины 14 декабря, в 17:00 от парка имени Ваагна Давтяна в ереванском административном районе Арабкир стартовал Марш достоинства и завершился возле храма Святой Анны в центре Еревана..
Глава Союза армян России Ара Абрамян на встрече с молодёжью заявил: «Уход Пашиняна — не только веление народа. Его уход — даже на минуту раньше в его же интересах. Чем раньше это произойдёт, тем лучше для всех, в первую очередь для Пашиняна».

#### 15-21 декабря
Небольшие периодические протесты продолжились.

#### 22-23 декабря
22 декабря была объявлена всеобщая забастовка, в которой участвовали работники метро, члены Ереванского государственного университета и 17 оппозиционных партий, вновь призывающие к отставке премьер-министра Пашиняна. Протесты выросли по мере того, как оппозиция установила палатки на площади Республики. Пока производились аресты, протесты носили мирный характер. Десятки тысяч демонстрантов вышли на улицы Еревана в поддержку оппозиции. Пашинян отклонил призывы уйти в отставку 23 декабря и на следующий день.

#### 24 декабря
На площади Республики в Ереване у здания правительства произошла акция протеста сторонников отставки премьер-министра Армении Никола Пашиняна. С утра сторонники оппозиции заблокировали здание правительства, где в четверг было запланировано проведение заседания кабинета министров под председательством премьера. Там начались столкновения и последовали задержания. Были задержаны около 70 участников акции.

#### 25 декабря
Никол Пашинян заявил, что готов уйти в отставку после проведения в 2021 году внеочередных парламентских выборов в случае соответствующего волеизъявления народа. Он обратился ко всем политическим силам страны с предложением провести внеочередные выборы в следующем году.

#### 26 декабря
Оппозиционеры заявили, что премьер-министр Армении Никол Пашинян должен уйти в отставку до внеочередных выборов. Представитель партии «Дашнакцутюн» Ишхан Сагателян назвал отставку Пашиняна неизбежной, а проведение внеочередных выборов — неприемлемым вариантом.

### 2021 год

#### 11 января
Участники протеста в Ереване попытались сорвать поездку премьер-министра Армении Никола Пашиняна до аэропорта Звартноц, откуда он должен был вылететь в Россию на переговоры по Нагорному Карабаху. В связи с проходящей неподалёку от аэропорта демонстрацией полиция Армении перекрыла дорогу, ведущую к воздушной гавани. Это помешало планам оппозиционеров воспрепятствовать движению автомобилей и не пропустить премьера.

#### 14-16 января
14 января «Движение по Спасению Родины» объявило о митингах в регионах Армении. 15 января Вазген Манукян и другие деятели оппозиции встретились с людьми в Гюмри. Ряд жителей Ширакской области безуспешно пытались помешать Манукяну въехать в Гюмри, перекрыв шоссе․ Позже Манукян назвал их «бездельниками», которым платила правящая коалиция «Мой шаг», что вызвало критику. 16 января лидеры оппозиции встретились с людьми в Ванадзоре.

#### 26 января
26 января, проводя митинг в городе Арарат Араратской области, Манукян заявил, что если конституционный путь отстранения Никола Пашиняна от власти не сработает, то им необходимо будет провести «восстание», и пояснил, что он имел в виду «захват зданий и насильственную смену правительства, конечно, без физического насилия».

#### 27 января
Второй президент Армении Роберт Кочарян сообщил о намерении принять участие во внеочередных парламентских выборах, которые предложил провести Никол Пашинян.

#### 28 января
28 января был проведён митинг требованием отставки премьер-министра Никола Пашиняна. Акции протеста организовал кинорежиссёр Аршак Закарян. Протестующие скандировали антиправительственные лозунги и попытались ворваться в здание кабмина. После этого начались столкновения с полицией и задержания. Сотрудники правоохранительных органов задержали 21 митингующего. Также они задержали Аршака Закаряна. После его задержания акции протеста завершились.

#### 29 января
Несколько десятков беженцев из Лачинского района, возвращённого Азербайджану, вышли на акцию протеста в Ереване с требованием к властям Армении компенсировать им потери и обеспечить жильём. В числе протестующих были также участники Первой карабахской войны. Командир полка, родом из Капана, сказал, что за первые 10 дней войны на юге фактически было убито более 4000 солдат, зарегистрированных как дезертиры. Большинство трупов были выкопаны армянскими генералами и засыпаны землёй.

#### 7 февраля
Оппозиционные деятели культуры Армении организовали в воскресенье митинг-шествие.
Собравшиеся на Площади Республики участники малочисленного митинга прошли шествием к зданию Службы национальной безопасности, расположенном на улице Налбандяна.

#### 22 февраля
В ходе акции протеста несколько тысяч сторонников оппозиции устроили шествие по улицам Еревана, скандируя антиправительственные лозунги. Задержаний в этот день не было.

#### 23 февраля
Издание 1in.am опубликовало интервью с Николом Пашиняном, в котором он раскритиковал российские «Искандеры», заявив, что они плохо показали себя во время эскалации конфликта в Нагорном Карабахе. Премьер-министр сказал, что ракетные комплексы «не взорвались или взорвались лишь на 10 %». На уточняющий вопрос журналиста, бывает ли так, Пашинян ответил: «Не знаю. Может, оружие 80-х».
Несколько тысяч сторонников оппозиции, несмотря на снегопад, собрались на площади Свободы в центре Еревана с требованием отставки премьер-министра Армении Никола Пашиняна. Во время акции оппозиции были задержаны лидер движения «Вето» Нарек Малян и президент общественной организации «Гражданское сознание» Нарек Самсонян. Накануне в Ереване были задержаны экс-руководитель аппарата Национального собрания Ара Сагателян, политолог Карен Бекарян и их соратники Арам Саргсян и Мгер Авакян.

#### 25 февраля
Генеральный штаб вооружённых сил Армении потребовал отставки Никола Пашиняна и его правительства после того, как он уволил первого замначальника генерального штаба Тирана Хачатряна. Согласно заявлению, подписанному начальником Генштаба Оником Гаспаряном, всеми его заместителями, главами управлений и командирами всех крупных воинских соединений: и «Премьер-министр и правительство Армении отныне не в состоянии принимать адекватные решения в этой кризисной и судьбоносной для армянского народа ситуации… В связи с создавшейся ситуацией ВС Армении требуют отставки премьер-министра и правительства Республики Армения, одновременно предупреждая воздержаться от применения силы против народа, чьи дети погибли, защищая Родину и Арцах».
Позже к требованию об отставке подключились высшие офицеры полиции — 30 генералов и полковников. Также они призвали коллег по цеху «не применять силу против народа».
Сам Никол Пашинян охарактеризовал происходящее как попытка военного переворота. По словам премьера, многие генералы и офицеры подписали документ с требованием о его отставке под давлением вышестоящих чинов. Однако военное руководство страны повторно выступило со своим требованием, заверив, что никакого давления оказано не было, и изложенная в заявлении позиция является «четкой и осознанной». Одновременно Пашинян призвал своих сторонников выйти на улицы. Он представил президенту Армену Саркисяну предложение об отставке Гаспаряна «за попытку госпереворота» после заявления генштаба с требованием отставки премьер-министра Никола Пашиняна. Однако президент Армении отказался подписывать указ об увольнении Гаспаряна.
Оппозиция перекрыла проспект Баграмяна, где находится здание парламента Армении, и объявила о бессрочных круглосуточных акциях протеста, которые будут продолжаться до отставки Пашиняна.

#### 28 февраля
Накануне стало известно, что президент республики не подписал указ об освобождении от должности Гаспаряна, отставки которого добивается премьер-министр страны Никол Пашинян.
«В соответствии со ст. 139 Конституции Армении президент имеет право возвращать проект указа с возражениями органу, выступившему с предложением. На первый взгляд президент Армен Саркисян вчера воспользовался своим полномочием, возвращая проект указа об освобождении начальника Главного штаба премьер-министру. Но это вовсе не так. Президент не может своевольно, когда пожелает, возвращать проекты», — написал Овакимян в Facebook. По его словам, в данном случае в соответствие со ст. 155 Конституции премьер предложил освободить от должности начальника Главного штаба и «в этом процессе нет антиконституционных элементов».
Овакимян подчеркнул, что речь идёт о «своевольном исполнении президентом своих полномочий», и это непозволительно.
«Таким образом, президент может нанести вред безопасности страны, ввести страну в нестабильность. В последнее время действия Армена Саркисяна, кажется, направлены на это», — отметил он, добавив, что можно зафиксировать основания для начала процесса импичмента президента Армении на основании нарушения им ст. 141 конституции страны, когда президент республики может быть отрешён от должности за государственную измену, иное тяжкое преступление или грубое нарушение основного закона республики.

#### 1 марта
В Ереване прошли митинги, созванные премьер-министром Армении Николом Пашиняном и лидерами оппозиции. Несколько тысяч человек по призыву главы правительства в понедельник, 1 марта, прошли шествием по центру армянской столицы. Затем они собрались у памятника Мясникяну, где почтили память погибших 1 марта 2008 года демонстрантов и полицейских.
Премьер-министр Армении заявил о намерении провести референдум о переходе от парламентской к «полупрезидентской» форме правления.
Оппозиция заявила, что её сторонники не покинут проспект Баграмяна в центре Еревана, пока не уйдёт в отставку Никол Пашинян.

#### 4 марта
В этот день состоялась встреча премьер-министра Никола Пашиняна с главой оппозиционной парламентской фракции Просвещенная Армения Эдмоном Марукяном, на которой обсуждались условия проведения досрочных выборов в законодательное собрание. Однако по итогам переговоров Марукян лишь сообщил, что «консультации будут продолжены».

#### 6 марта
Ветераны боевых действий на митинге в Ереване потребовали, чтобы президент Армении обратился в Конституционный суд и оспорил проект предложения премьер-министра Никола Пашиняна об увольнении начальника Генштаба Оника Гаспаряна. Бывшие военные также примкнули к протесту оппозиции, требующей отставки премьер-министра.

#### 9 марта
Следственный комитет Армении завершил предварительное расследование уголовного дела о призывах лидера оппозиционного объединения «Движение за спасение родины» Вазгена Манукяна к насильственному свержению власти. Об этом 9 марта сообщил адвокат Арам Вардеванян.
«Следственный комитет сегодня заявил о завершении предварительного следствия по одному из примитивных и позорных дел — в отношении первого премьера Армении Вазгена Манукяна», — написал Вардеванян в Facebook.
Адвокат Вардеванян также сообщил, что защита будет ходатайствовать о прекращении дела, так как оно не связано с уголовным кодексом.

#### 10 марта
Оппозиция в Ереване провела очередной митинг с требованием отставки премьер-министра Никола Пашиняна. В акции, по данным полиции, приняли участие около 2,5 тысячи человек.
Участники акции протеста окружили территорию парламента, заблокировав входы и выходы здания. Между активистами и полицейскими произошли стычки, силовики попытались оттеснить оппозиционеров от парламента.
Координатор оппозиционного «Движения спасения родины», бывший губернатор Гегаркуникского района, член Верховного органа партии Дашнакцутюн Ишхан Сагателян на митинге у здания парламента заявил, что считает «естественным правом граждан поднять восстание и прибегнуть к радикальным шагам».

#### 12 марта
Вечером аппарат президента на сайте главы государства объявил об отмене анонсированной встречи правящей силы с оппозицией.
«Парламентская фракция „Процветающая Армения“ и „Движение по спасению Родины“ предложили свою повестку и условия, что делает на данный момент встречу нереализуемой», — сказано в сообщении.

#### 13 марта
Оппозиция попыталась заблокировать здание МИД Армении, куда с рабочей поездкой прибыл премьер-министр страны Никол Пашинян. Полицейские оцепили здание министерства, чтобы не дать протестующим перекрыть в него вход.
После завершения акции протеста около здания МИД Армении, активисты отправились маршем к резиденции президента. Протестующие заблокировали ворота президентской резиденции и вступили в противостояние с полицией. Активистам не удалось помешать премьер-министру Николу Пашиняну уехать из резиденции после встречи с президентом Арменом Саргсяном.

#### 16 марта
Активисты движения «Азатагрум» («Освобождение») перекрыли мусорными баками проспект Саят-Новы в центре Еревана, в результате чего автомобильное движение на этой улице было приостановлено. Между активистами и водителями, которые застряли в пробке, время от времени происходили споры.
Полиция в свою очередь призывала участников акции разблокировать проезжую часть улицы, заявив, что, «таким образом, активисты нарушают права других граждан на свободное передвижение». Затем полицейские сами перетащили мусорные баки, восстановив уличное движение.
По данным пресс-службы полиции, на месте акции семь человек были задержаны и доставлены в полицию в связи с нарушением закона «Об административных правонарушениях».

#### 17 марта
Активисты попытались заблокировать здание МИД Армении, куда Пашинян прибыл с рабочим визитом, а когда премьер приехал на встречу с президентом Арменом Саргсяном, заблокировали выезд из президентской резиденции и вступили в противостояние с полицией.
На месте собрались лишь три активиста, чтобы показать, как власти боятся протестов, заявила оппозиция.

#### 18 марта
Премьер-министр Армении Никол Пашинян предложил парламенту провести внеочередные выборы 20 июня.
Оппозиция назвала готовность пойти на внеочередные выборы парламента результатом акций протеста.

#### 23 марта
Оппозиционное объединение «Движение по Спасение Родины» приняло решение открыть проспект Баграмяна у здания парламента в Ереване и оставить перекрытой параллельную улицу Демирчяна.

#### 24 марта
Парламент Армении отменил военное положение, которое было введено в стране в конце сентября прошлого года из-за боевых действий в Нагорном Карабахе. За проект, предложенный оппозиционными фракциями «Процветающая Армения» и «Просвещённая Армения», проголосовали 118 депутатов, один воздержался и ещё один высказался против.

#### 7 апреля
Протестную акцию активистки приурочили к отмечаемому в Армении Дню материнства и красоты. Женщины пытались прорваться к зданию кабмина через оцепление полиции, однако не смогли этого сделать. Также участницы акции бросали в здание правительства яйца. После этого последовали задержания.

#### 9 апреля
Национал-демократический полюс провёл в Ереване большой митинг, лидеры которого призвали положить конец «русско-турецкой» колонизации Армении и поддержать полностью суверенную Армению.

#### 15 апреля
«Акция молчания» с требованием немедленного возвращения из Азербайджана армянских военнопленных прошла в Ереване у офиса ООН и российского посольства. Армянская диаспора начала серию аналогичных акций за рубежом.

#### 21 апреля
Жители города Капан встретили премьер-министра Никола Пашиняна акциями протеста.
Позже несколько сотен жителей города Агарак организовали акцию протеста с требованием к премьер-министру Николу Пашиняну прекратить рабочую поездку в регион.
Кортеж премьер-министра Армении Никола Пашиняна забросали яйцами в общине Шурнух.

#### 22 апреля
Сторонники "Движения по спасению Родины " пытались помещать въезду кортежа Никола Пашиняна в квартал правительственных дач в Ереване, полицейские задержали нескольких активистов.
Представители оппозиционного движения «Азатагрум» приковали себя к дверям здания правительства Армении. Акция была организована с целью не пустить в здание правительства премьер-министра Никола Пашиняна и других членов кабмина.

#### 25 апреля
Премьер-министр Никол Пашинян заявил, что подаёт в отставку для проведения в стране внеочередных парламентских выборов, но будет выполнять обязанности премьер-министра Армении и будет баллотироваться снова.

### Последующие события

#### 29 апреля
Члены АРФ «Дашнакцутюн» провели акцию протеста у здания Генпрокуратуры Армении, потребовав прекратить преследование задержанных в Сюникской области противников Пашиняна и тех, кто выражал им поддержку.

#### 3 мая
Беженцы из Кашатагского района Нагорного Карабаха провели акцию протеста у здания правительства Армении. Они потребовали выполнения решений о помощи вынужденным переселенцам, которые уже утверждены правительством.
Парламент Армении не избрал исполняющего обязанности главы правительства Никола Пашиняна премьер-министром страны, тем самым начав процедуру роспуска. Кандидатуру поддержали лишь 1 из собравшихся депутатов, 3 оказались против, 75 воздержались.

#### 6 мая
Бывший президент Армении Роберт Кочaрян сказал что возглавит на досрочных парламентских выборах блок из партий «Дашнакцутюн» и «Возрождающаяся Армения».

#### 9 мая
На Площади Свободы в Ереване произошёл митинг, созванный вторым президентом Робертом Кочаряном и членами партий его предвыборного блока «Армения». На митинге присутствовало около 7900 человек.

#### 10 мая
Правящая фракция парламента Армении «Мой шаг» повторно выдвинула кандидатуру и. о. главы кабмина Никола Пашиняна на пост премьер-министра страны, но он во второй раз не был избран из-за чего по конституции Армении парламент был распущен. Позже президент Армении Армен Саркисян подписал указ о назначении досрочных парламентских выборов.

#### 16 мая
Первый президент Армении Левон Тер-Петросян сообщил о планах возглавить список партии «Армянский национальный конгресс» на предстоящих досрочных парламентских выборах, назвав своей целью не допустить победы Никола Пашиняна и Роберта Кочаряна. Он в ходе съезда АНК заявил, что сам возглавит список кандидатов от конгресса.

#### 20 мая
Сотни активистов собрались у здания правительства Армении с требованием не подписывать соглашение о демаркации и делимитации границ с Азербайджаном. По оценке организаторов, в начале акции собралось около пяти сотен человек, однако позже полиция насчитала около 800 активистов.
К зданию правительства были стянуты внутренние войска и спецназ — «красные» и «чёрные» береты. Собравшиеся обвинили силовиков, что те защищают предателей, что вызвало возмущение правоохранителей. Девять человек были задержаны. Полицейские применили силу при задержании главы партии «Страна абрикоса» Заруи Постанджян. После освобождения она с травмами была доставлена в больницу.

#### 21 мая
Национально-демократический полюс провёл митинг на Площади Свободы в Ереване, потребовав не подписывать соглашение о демаркации и делимитации границы с Азербайджаном. В акции, по данным организаторов, приняли участие около двух тысяч человек. Активисты Национально-демократического полюса подготовили обращение к США, Британии и Франции с просьбой помочь защитить границы Армении.

#### 22 мая
Лидер Конструктивной партии Армении Андриас Гукасян в прямом эфире на своей странице в соцсети Facebook призвал граждан к акциям неповиновения. Он отметил, что переговоры по карабахскому вопросу во время осеннего обострения карабахского конфликта фактически вывели страну из формата Минской группы ОБСЕ и сейчас принуждают Армению к созданию трёхстороннего формата России, Азербайджана (Турции) и Армении.

#### 23 мая
Суд отклонил жалобу прокурора и отказался арестовать мэра общины Мегри Мхитара Закаряна по обвинению в хулиганстве во время визита Пашиняна в Сюникскую область.

#### 31 мая
Члены семей военнослужащих, без вести пропавших в ходе осенней войны в Нагорном Карабахе, перекрыли улицу Гераци в Ереване, заявив о расхождениях в официальных данных о числе найденных тел погибших. С родственниками солдат встретились представители научно-практического центра судебной медицины, после чего движение по улице было восстановлено.

#### 1 июня
Центризбирком Армении опубликовал на своем официальном сайте списки зарегистрированных кандидатов в депутаты. Кандидатами от 22 партий и четырех блоков («Азат Айреник» (Свободная Родина), «Айастан» (Армения), «Патив унем» (Честь имею) и «Ширинян-Бабаджанян») стали 2620 человек, в том числе 14 представителей четырех крупных нацменьшинств Армении.
Полицейские в Ереване задержали участников акции протеста у здания правительства Армении. Оппозиционеры требовали прекращения полномочий главы правительства Никола Пашиняна. В ходе акции протеста были задержаны 16 человек в связи с «невыполнением законного требования служащего полиции».

#### 7 июня
Силовики в ходе митинга партии «Гражданский договор» с участием Никола Пашиняна в Армавирской области задержали нескольких человек, один из них был задержан по статье о воспрепятствовании проведению агитации и избит.

#### 8 июня
Выступая на встрече со своими соратниками в Талине Арагацотнской области, Пашинян пообещал произвести кадровую чистку в отношении тех чиновников, которые «после 2018 года не пользовались возможностями „бархатной революции“, сыграв роль „троянского коня“». Он пригрозил «вендеттой» тем руководителям учреждений и муниципальных администраций, которые вынуждали участвовать своих сотрудников в акциях протеста.

#### 10 июня
Активисты молодежного крыла АРФ «Дашнакцутюн», которая входит в предвыборный блок Роберта Кочаряна «Армения», вышли на акцию протеста в Ереване около здания правительства, обвинив при этом врио премьер-министра Армении Никола Пашиняна в сдаче Нагорного Карабаха.
Силовики попытались задержать нескольких участников акции протеста, на что другие протестующие предприняли попытку отбить их у полицейских. После этого между участниками акции протеста и силовиками возникли стычки. В результате полиция начала активнее задерживать демонстрантов, в полицию были доставлены несколько десятков активистов.
Силовики начали задерживать активистов после того, как протестующие выбросили в знак протеста перед зданием правительства нижнее белье, клубнику и конфеты. Дежурившие на месте проведения акции силовики потребовали убрать разбросанные предметы. Активисты не подчинились и после этого полиция начала задержания.
У здания правительства остались около двух десятков активистов. Они перекрыли улицу, однако через несколько минут также были разогнаны силовиками.

#### 15 июня
Бывший президент Армении Роберт Кочарян заявил, что после внеочередных парламентских выборов, которые пройдут 20 июня, люди могут выйти на улицы и возможны столкновения.
По словам Кочаряна, всё будет зависеть от результатов выборов, а также от того, с каким доверием к этому результату отнесется общество.
«Если центральная избирательная комиссия, избирательные комиссии на местах проведут свою работу четко, в рамках закона, то не думаю, что будут какие-то серьезные последствия», — уточнил экс-президент Армении.
Он также отметил, что с «достаточным оптимизмом смотрит на результаты и на то, что нам удастся избежать этих прогнозов».

#### 20 — 21 июня
Состоялись досрочные парламентские выборы, в котором приняли участие 49,41 % избирателей — 1 281 911 человек. По данным ЦИК, партия «Гражданский договор» возглавляемым Николом Пашиняном получила 53,91 % голосов избирателей. Блок экс-президента Роберта Кочаряна «Армения» набрал 21,9 % голосов. Блок «Честь имею», сформированный вокруг Республиканской партии экс-президента Сержа Саргсяна и партии «Родина» бывшего главы Службы нацбезопасности Артура Ванецяна, набрал 5,22 %.

#### Анализ событий
Директор ереванского «Центра региональных исследований» Ричард Киракосян заявил, что не ожидает резкой смены власти из-за малочисленности протестов и непопулярности оппозиции, но подчеркнул, что Пашиняну необходимо восстановить мир и уверенность в ближайшие недели, что, по мнению Киракосяна, будет непросто.
Директор исследовательского института «Политэкономия» Андраник Теванян заявил, что «это уже не столько политическая история, сколько вопрос безопасности, достоинства, будущего Армении. С Пашиняном для страны будущего нет. При этом Церковь понимает, что он за фигура, и делает такие заявления для того, чтобы призвать власть избежать кровопролития». Теванян заявил, что когда действующий премьер-министр пришёл к власти, он начал атаку в том числе и против Апостольской церкви, которая является одним из традиционных институтов Армении и имеет высокую поддержку среди населения. Но в кругах Пашиняна Церковь не обладает авторитетом, — отметил директор.
Теванян также заявил 25 февраля, что «Пашинян призывает своих сторонников собраться и даже вышел к ним на площадь, где назвал военных своими братьями, но из этого вряд ли что-то получится, ведь у него практически никого не осталось, кроме ближнего окружения. На мой взгляд, для Пашиняна всё потеряно, он — политический труп, — но из боязни потерять власть и оказаться за решёткой он будет делать всё, чтобы остаться. Ему нечего терять, и он уже готов пойти на гражданскую войну, потому готовится к столкновениям. Он может попытаться натолкнуть полицию и Службу нацбезопасности на армию.»
Глава ереванского филиала Института стран СНГ Александр Маркаров заявил 25.02: «Конфликт Пашиняна с военными имеет давние корни. Он и раньше менял руководителей Генштаба, обвинял их в поражении в карабахской войне, но генералитет на это почти никак не отвечал. Недовольство накапливалось и наконец поводом для его выражения стали слова Пашиняна о некачественном оружии и решение об увольнении Тирана Хачатряна. При этом истинные причины призыва Генштаба к отставке премьера состоят в запросе на компетентность политического руководства страны. Пашинян и его правительство обвиняются в некомпетентности, в неспособности вывести страну из того морального, институционального кризиса, в который её привело подписание Пашиняном ноябрьского соглашения о прекращении огня в Карабахе. Важно то, что уже не только негосударственные структуры призывают Пашиняна к отставке, но и государственные органы. С другой стороны, оппозиция уже несколько месяцев активно выражает свой протест, власти тоже не сидят сложа руки.»
Представитель партии Дашнакцутюн, бывший министр Евразийской Экономической Комиссии (2015—2016 гг.) Ара Нранян заявил 26 февраля 2021 года о правительстве Пашиняна: «Если в любом нормальном демократическом обществе руководитель правительства, проваливший все что можно, давно добровольно подал бы в отставку, то в Армении в кресле премьера сидит популист, который просто не хочет уходить. Во-первых, ему там просто хорошо — он всю жизнь мечтал о власти и, наконец, — дорвался. Во-вторых, его ждёт уголовная ответственность за преступления, совершённые за последние три года. И, в третьих, однозначно, что у него есть определённые обязательства перед внешними силами, которые всячески удерживают его от отставки для продолжения политики в ущерб национальным интересам Армении».

## Позицияармянской церкви
Католикос всех армян Гарегин II 8 декабря призвал премьер-министра Пашиняна уйти в отставку «во избежание потрясений, возможных столкновений и трагических поворотов». «В связи с усугубляющейся внутриполитической напряжённостью и низким уровнем доверия к личности премьер-министра мы призвали его сложить с себя полномочия, чтобы предотвратить потрясения в общественной жизни и возможные столкновения и трагические последствия», — говорится в послании католикоса. По его словам, «народ после войны в Карабахе переживает боль и горечь потерь… Многочисленные жертвы и потеря значительной части Карабаха нарушили национальное единство и солидарность… Сложная ситуация и глубокий внутриполитический кризис создали новые опасности для нашей страны, сделав насущной необходимость безотлагательного решения возникших серьёзных проблем», — сообщила пресс-служба Эчмиадзина, резиденции главы Армянской церкви. Католикос призвал армянский парламент прислушаться к требованиям общественности и выбрать нового премьера, а также сформировать правительство национального согласия. Гарегина II заявил: «Только правительство, пользующееся общественным доверием и состоящее из профессионалов», сможет решить стоящие перед страной проблемы и восстановить солидарность.
По сообщению ТАСС, «отечески призвал» уйти Пашиняна в отставку католикос Великого Дома Киликийского Арам I, пастырь армянских епархий США, Канады, Западного Средиземноморья и Ближнего Востока.

## Позиция руководителей Армении
Все руководители Армении, правившие страной с 1991 по 2018 год, — Левон Тер-Петросян, Роберт Кочарян и Серж Саргсян — потребовали отставки Пашиняна. К проведению досрочных выборов в парламент призвал также действующий президент Армен Саркисян.
Действующий президент Армен Саркисян заявил 16 ноября в обращении к нации, что политический кризис, сложившийся в Армении после подписания соглашения о мире, требует отставки премьера. «Учитывая создавшуюся ситуацию и необходимость достойного выхода из неё, прислушиваясь к общественным требованиям, становится очевидным: чтобы уберечь страну от потрясений, внеочередные выборы в Национальное собрание будут неизбежны… Правительство должно представить в кратчайшие сроки „дорожную карту“ по проведению конституционных процессов для того, чтобы провести в стране досрочные выборы… Абсолютное большинство сходятся в одном — необходима отставка правительства и досрочные парламентские выборы». Президент Армении также заявил, что подписание соглашения о мире в Карабахе повлекло критические последствия для всей страны. «Арцах ранен. Мы имеем бушующее общество. Раненая экономика перегружена колоссальными социальными проблемами. В результате огромного потока людей из Арцаха имеет место гуманитарная катастрофа… Мы не можем игнорировать реальность и продолжать жить обычной жизнью…»
Экс-президент Левон Тер-Петросян заявил 6 декабря: «Учитывая выпавшее на долю Армении и Арцаха позорное и унизительное поражение, администрация Пашиняна обязательно и незамедлительно должна уйти, но не в результате внутринациональных столкновений, а исключительно конституционным путём, что сделает честь двум противоборствующим сторонам».
Экс-президент Роберт Кочарян, которого после прихода Пашиняна обвинили в попытке свержения государственного строя, заявил, что тому можно дать гарантии безопасности в случае отставки.
Экс-президент Серж Саргсян заявил: «Все бывшие власти независимой Армении войдут в историю как власти, победившие и освободившие земли, достойно защищавшие родину. А ты — как руководитель, недостойно потерпевший поражение в войне ради собственного кресла, сдавший земли Арцаха, не способный на ведение переговоров».

## 17 оппозиционных партий
1. Партия «Свобода»
2. Партия «Национальная безопасность»
3. Партия «Национальная повестка»
4. Партия «Национально-демократический полюс»
5. Партия «Национальное согласие»
6. Партия «Альянс прогрессивных центристов»
7. Партия «Процветающая Армения»
8. Партия «Демократическая альтернатива»
9. Партия «Страна Абрикоса»
10. «Дашнакцутюн»
11. Партия «Солидарность»
12. Партия «Демократический либеральный союз Армении»
13. Республиканская партия Армении
14. Партия «Христианско-демократический союз Армении»
15. Партия «Родина»
16. Партия «Единая Армения»
17. Партия «Союз конституционного права»